# Римска уметност
Римска уметност имала је највећи домет у периоду од 200. п. н. е. до 500. године и дала је мноштво уметничких дела. Развијала се од апенинског полуострва а затим се са римским освајањима проширила на цео Медитеран и цео “познати свет”. Ова уметност која је прешла на Апенинско полуострво добила је одређене карактеристике и особености и није имала онај облик који је био у самом Риму.
Иако се рачуна да су Рим основали Ромул и Рем око 750. п. н. е. - права римска уметност се развијала и сеже од 2. - 1. п. н. е. Римљани су се ослободили, постигнута су права Римљана а са друге стране појавили су се и занати и занатлије, као робови долазећи из различитих страна, доносили су собом и одређене традиције. У Риму је дошло до развоја уметности која је користила уметност ранијих епоха превасходно уметност старе Грчке.

## Значајна дела римског градитељства
- терме,
- храмови,
- позоришта,
- Тријумфални лукови,
- Римске базилике,
- мостови
- аквадукти
- вијадукти
- тврђаве
- улица.

## Древни Рим
У политичком смислу Рим је променио три устројства:
- 1. Римско краљевство – од 753. п. н. е. до 509. п. н. е.
- 2. Римска република – од 509. п. н. е. до 27. п. н. е.
- 3. Римско царство – од 27. п. н. е. до 395. односно до 476. године

Римско царство, на врхунцу своје моћи (за цара Хадријана), се простирало од северне Енглеске и Рајне до ивица Афричке пустиње, и од западне обале Пиринејског полуострва па до Црвеног мора и Месопотамије.
"Највећа грађевина Римљана била је њихова држава." Та чврста политичка творевина од скромног савеза лацијских племена сеоског порекла постаје сила која ће себи сјединити Етрурце и довести до уједињења Италије, снага која ће победити у супарништву с пунском Картагином, осигуравајући Риму превласт на Средоземљу, велика творевина која ће у Европи, Азији и Африци прекрити целокупно подручје западне цивилизације. На том подручју Рим успоставља своју цивилизацију засновану на посебној мешавини самовладе и демократије.
Стога, није чудо што свет обузет практичним потребама (политичке, војне, економске, организацијске, финансијске...) и у уметности даје практични печат. Тако ће једна од главних особина римске уметности бити тежња ка величанственошћу као знамењем моћи, дакле импозантност и чврстина испред елеганције и љупкости, уметност која се бави потребама великог мноштва. 
Управо зато градитељска и архитектонска дела својом оригиналношћу и монументалношћу увелико засењавају она у скулптури и сликарству.

## Извори римске уметности
Предримске цивилизације Италије у раздобљу краљевства увелико утичу на развој уметности Рима.
Од 3. века п. н. е. Етрурски градови падају под власт Рима који преузима и развија етрурску културу.
У каснијем раздобљу републике Римљани временски продужавају и просторно шире грчку уметност. Грчка уметност је свој утицај на римске народе прво вршила из бројних грчких колонија на Италијанском тлу. Тај утицај је био јак иако су Римљани имали закон против претеране јавне потрошње и личне раскоши. Од 339. п. н. е. када су се решили сукоби патриција и плебејаца, настало је друштво које је без обзира на породично порекло почело да уметност схвата као знак друштвеног статуса. За вријеме Александра Великог (334.-323. п. н. е.) настаје опонашање класичног и хеленистичког грчког стила. То се појачало трговином и ратовима, путем којих су у Рим стизала предивна уметничка дела (освајање Сиракузе, 212. п. н. е.) и настала је колекционарска страст за грчким уметнинама. Чак је већина уметника која је радила у Риму за време Републике (509.-27. п. н. е.), и до краја царства (27. п. н. е.– 395. године) били су пореклом из Грчке. Они на своје копије нису потписивали своја имена него имена оригиналних уметника по чијим је оригиналима копија и настала.
Неки научници иду толико далеко да тврде како „римски стил“ не постоји, већ само римска тема грчког стила. Ако узмемо у обзир да је грчка уметност тада била у процесу опадања услед инфилтрације других не-грчких утицаја, и да је римско царство било космополитско друштво које је врло брзо апсорбовало разне утицаје под заједнички наслов једне престонице – Рима. При том упијању утицаја имало је велику толеранцију према туђим традицијама и усклађивала их је и прилагођавала римским прописима и правилима. Дакле, Римљани су наметали своје законе и власт, али су били отворени према уметности, култури и обичајима потчињених народа (то је доприносило чврстом јединству друштва, отвореном и разноликом у исто време). Отуда је римска уметност, као таква, природан и оправдан наставак грчке уметности.

## Карактеристике римске уметности
О римској уметности се обично говори као о уметности једног народа, али у току проширења територија под римском влашћу у редове Римских грађана примани су и припадници других народа. Тако су у римским колонијама живели многи римски грађани који су тај наслов стекли служећи у римској војсци. Свој највећи сјај, римска уметност, је досегла у доба Царства. Била је то аристократска и официјална уметност; луксуз за богаташе, или ознака римске доминације.
У римској уметности постоје двије фазе: 
- класична римска уметност (1. век п. н. е. - 2. века)
- касно-античка уметност (3. - 5. века)

У првој фази вреде сва правила која су утврдили још Грци. У 3. веку. након друштвене и привредне кризе Царства услијед пре-гломазности тешко одрживог Царства и робовласничког система, Царство је подељено на више-мање самосталне провинције, а у 4. веку су опет уједињене заједничком религијом – хришћанством које је укинуло римски плурализам. Можемо препознати превирања и утицаје тих криза кроз промене у уметничком изразу.
Самосталност римског скулптуре и сликарства се може довести у питање, али римска архитектура је стваралачки подвиг великих размера који руши сваку сумњу у њену битност.

## Урбанизација
Пре од архитектуре, Римљани су били познати грађевинари. Иза њих су остали бројни мостови, бране, канали, поплочани путеви и уопште бројна инжињерска ремекдела која су била расејана по целом Римском царству. 
Први пут, “Via Appia” из 312. п. н. е. протезала се 300 km. од Рима до Капуе; касније су Римљани поплочали до 5000.000 km. пута и око 1500 урбанизованих градова.
Римски град би растао унутар утврде (castruma), око централних улица које су се секле на средини (cardo i decumanus) што је представљало облик урбанизације која није постојала код грчких колонија, затим би се градило изван зидина (suburbium) (нпр. Сплит око Диоклецијанове палате) итд. У град би се увео водовод (akvedukt) и канализација (римска Cloaca maxima и дан данас, након 2500 година, служи својој сврси).
Урбанизација би се настављала и изван града где су земљане парцеле бивале подељене у правилне квадрате – agera (400 x 400 m.) и обично дариване римским ветеранима. Основа данашње аграрне организације пољопривредних, агрономских добара.
Римска цивилизација донела је новину везану за град, та новина је трг (forum) као организована и урбанизирана целина. Тај главни градски простор је са свих страна био окружен јавним објектима и храмовима који као појединачни објекти нису битни него значај добивају уклопивши се у цели комплекс и чинећи форум.
На врхунцу царства град Рим је имао више форума. Форум није имао искључиво службене функције него и трговачке, па је највећи "Forum Romanum“ (грађен од 5. века п. н. е. до 3. века) поред осталих јавних објеката имао и 2 реда продавница. Њега чини неколико тргова са заједничком главном осовином, а сваки је окружен зградама различитих функција везаних за јавни живот (базиликама) и распоређеним сасвим слободно. Управо те зграде својим волуменима одређују разнолике, мање или веће просторе – тргове. На њему се налазила и говорница (24 m.), пролазио је кроз њега „свети пут“ који је служио за процесије.
Дуго су се на форумима одигравале и гладијаторске игре, све док Римљани нису створили простор амфитеатра само за ту сврху.

## Римска архитектура
Архитектура античког Рима израсла је из преисторијског развоја градње на Апенинском полуострву као и утицаја грчке архитектуре и оријенталних култура.
Што се тиче архитектуре у Римској уметности појављује се једно другачије схватање простора и конструкције, за разлику од схватања храмова као пластике, појављује се схватање које не затвара већ покрива простор- и статичност јесте једна нова карактеристика. Базиликарни облик јесте такође карактеристика за римску архитектуру (базилика).
Од 2. века п. н. е. у римској архитектури се употребљава бетон. У бетон се може умешати камен и лакше га је обликовати. Тако су изграђени многи објекти а елементи лука и купола које он омогућава су постали карактеристика римске архитектуре.
За разлику од грчке архитектуре значај римске архитектуре је у зидовима који су конструктивни елементи док се стубови налазе упуштени у зидове у виду пиластера и у куполи. Под снажним утицајем Грчке употребљавали су се и стилски стубови (дорски стил јонски стил и коринтски стил) но они су били само додани елементима зидних конструкција који су се градили као носећи елементи а зграде су огромних димензија по правилу се граде од опека у малтеру а на површини се употребљава камен који се доноси из Азије и Африке. Пошто су били заљубљени у сјај и раскош то се огледало у унутрашњем простору.
По конструктивној и уметничкој страни развој римске уметности се завршава тек у 6. веку. Утицај римске архитектуре на околне земље био је огроман.
Узимајући грчке елементе Римљани су стекли предуслове за монументалност, те сасвим нове појмове као што је лук и свод без којих не би постојала архитектура запада.
Развој архитектуре од самих почетака одражава специфично римски карактер и римски начин приватног и јавног живота, тако да су сви елементи позајмљени од Етрураца и Грка, убрзо добили несумњиво римско обиљежје. То се на први поглед види на разноврсним типовима римских храмова базиликалног, кружног или осмоугаоног облика, римских кућа и палата, самосталних (domus) или груписаних у блокове (insula), царских палата - величанствених по размерама, позориштима, амфитеатрима, хиподромима и јавним купатилима (Термама).
Римљани су схватили етрурски полукружни лук и користили све његове способности (до 16 m.). Ређањем лукова у истом смеру добива се обличасти свод (до 20 m). Укрштање двају обличастих сводова под углом од 90º ствара се крстасти свод (30x30 m.). Ротацијом полукружног лука за 360º ствара се купола (најпознатија је Хадријанова купола Пантеона, 43,60 m.). Све ове римске конструкције изведене су захваљујући једном од највећих достигнућа римске цивилизације, а то је цемент (cementum, oko 4.vek pne.).
Архитектонска дела која су почивала управо на конструкцији лука били су римски акведукти. Један од најлепших примера је “Pont du Gard” (Француска), 19. п. н. е. са дужином од 269 m. Његове јасне и чисте линије које премошћују широку долину не говоре само о градитељској способности Римљана, него и трајном осјећају за ред који је био вечна инспирација. Тако се природан ток воде симулира уситњеним ритмизирањем најмањих лукова на трећем хоризонталном појасу аквадукта.
Реконструкција Константинове (првобитно Максенцијеве) базилике, у Риму, била је око 310. – 320. године. То је једна од првих тробродних грађевина чији је главни, тј. средишњи, брод био виши од остала два, чиме се добио додатни простор за прозоре. Овакав тип базилике је био сигурно пун светлости и од тада овакав тип осветљења називамо –базиликално осветљење. Овакву конструкцију ћемо наћи у многим каснијим грађевинама, од цркви до жељезничких станица.
Римљани трг окружују грађевинама које су рађене искључиво због потребе за великим наткривеним простором – базилике. То су једноставно покривене хале чији кров држе два реда стубова. Ту су се скупљали сви који су имали посла на форуму у време врућина и киша. Базилика је правоугаоног облика, а касније су у њој радили судови, пијаце, састанци и др. Основу ове лонгитудиналне грађевине ће преузети хришћанство за облик своје сакралне базилике, која мора бити издужена и подељена на 3 брода.
Стамбене зграде су биле самосталне куће (domus), стамбена зграда вишеспратница (cenacule) или стамбени блокови (insulae = острва) које су обично имале четири спрата, а неретко и до десет спратова.
„Домуси“ у Риму су биле раскошне, али функционалне стамбене куће. Обично су се састојале од бројних квадратних просторија разних намена које су биле оријентисане према средишњем отвореном дворишту са базеном, етрурског порекла – атрију. Таквим се распоредом римска кућа изоловала од улице и околних кућа, али су простор, светлост и зеленило присутни у самом њеном средишту. Таква је и Вила Мистерија с краја 2. века п. н. е. из Помпеја.
У царске палате чак уводе и подно грејање (hipocastum), као у Веспазијановој вили.
Терме су била велика заједничка купатила с углавном сличним основним распоредом просторија. Састојале су се од купаоница са топлом водом, купаоница са хладном водом, просторија за масажу, просторија са топлим ваздухом, парне купаоница, вестибила, простора за разговор, собе за вежбу, па чак и читаонице. Уз терме су били вртови, терасе, библиотеке, па су терме заправо представљале један од центара друштвеног живота. Комплекси основа римских терми су уједно најкомпликованији и најуспјешнији примери римског напретка. Изненађује чињеница да су од свих монументалних римских грађевина, управо терме биле највећи самостални објекти.
Највеће римске терме су Каракалине терме, грађене од 212. до 223. Били су то огромни простори надсвођени сводовима у распонима од 25 m, богато украшени мозаицима, штукатурама, и посебно новим разиграним архитектонским елементима који се могу видети из сложене основе.
Што се тиче позоришта (teatar), Римљани граде затворени комплекс по узору на грчко позориште, али с разликом што skena прелази у први план, а у orkestri седе римски достојанственици. Римска позоришта се увелико разликују од грчких, пре свега у томе што су Грци искориштавали природну падину брега за прављење места за седење, док су Римљани градили седалишта као посебну грађевину коју су настављали и иза скене (scene) затварали динамизираним зидним платном.
Но, амфитеатар је чисто римска творевина која једноставно спаја два позоришта у елиптичан објекат за забаву (Колосеум – 50.000 места за седење).
Славолуци су особити архитектонски облик који су измислили Римљани. Они су били монументални аркадни споменици подигнути у част победа императора или великих војсковођа, обично су означавали крај улице и почетак форума. У почетку су подизани у част војних победа и тријумфалних дочека, како би војсковођа могао с победничком војском кроз тријумфални лук ујахати у град. Најчешће су са једним или три засвођена пролаза, украшена стубовима или полу-стубовима који стоје на високој бази. Украшени су бројним рељефима који су и битни код славолука. Најпознатији славолуци су у Риму: Титов славолук, Славолук Септимија Севера и Константинов славолук, и у Француској у Нимесу.

## Скулптура
Вајарство се развијало од 6. века п. н. е. под утицајем Етрураца а после од 3. века п. н. е. и Грка. У свим добима је присутан портрет који тежи за реализмом. Значајне су бисте Цезара и Цицерона. Присутни су и рељефи који славе историјске личности и догађаје из доба Августа, као и рељефи на Титовом луку, на Трајановим стубовима као и Марка Аурелија. Рељефно су украшавани саркофази који симболизују посмртни живот. Из ситне пластике на цени су рељефи на слоновачи као и гвозденом посуђу.
Почеци римске скулптуре ослањају се на етрурску скулптуру или су дословна копија грчких мајстора у мермеру. Док су у класичној Грчкој интереси били усредсређени на тражење, обликовање општег, идеалног људског лика, у римској је уметности акцент на приказивању појединачног и карактеристичног. То најбоље долази до изражаја у мноштву портрета римских грађана (14 000 скулптура).
На тим портретима се постижу меки прелази светла и сенке меканом обрадом површине. Карактеризација понекад иде до потпуне натурализације, као код Портрета Римљанина из 1. века п. н. е.
Јединствени су и римски рељефи који су обично бивали везани за завјетне објекте, саркофаге, тријумфалне стубове или славолуке.
“Ara Pacis Augustae” (13. п. н. е. - 9. године.) је заветни објекат који је цар Август дао направити и најшире изражава царску концепцију портрета. На фигурама превладава реалистички нагласак без инсистирања на појединостима, само једноставан ритам набора који су покренути свечаним ходом.
Најбољи рељефи се налазе на Титовом славолуку из 81. године, а представљају освајање и разарање Јерусалима. Утисак просторности на овим римским рељефима постиже се комбинацијом високог рељефа у првом и барељефа у другом плану.
Трајанов стуб, Рим, 106. –113. године мермер, висина траке рељефа око 1,27 m.
Је најпознатији тријумфални стуб у Риму Трајанов стуб висок је 38 m, (106—113.) подигнут у спомен Трајанових освајања Дакије. Он је украшен од базе до врха наративним рељефима који у виду спиралне траке обавијају стуб и у плитком рељефу приказују победоносни рат против Дачана. На претрпаном рељефу постигнута је завидна карактерност, чак и у портрету сваког лика, богата игра свјетлости и сенке и многоструки просторни планови. Унутар стуба налази се степениште, а на врху тог степеништа се налазила скулптура Трајана (данас Св. Петра).
Једини сачувани коњанички споменик је онај Марка Аурелија, римског цара, филозофа и песника (161—180.). На овој бронзаној скулптури велики облици су ситним детаљима спојени на крајње природан начин. Ово дело било је узор великим коњаничким скулптурама ренесансе (Донатело и Андреа дел Верокио).
Када Римско царство запада у кризу, у 3. веку уметници на касним портретима исказују својеврсну кризу, тако они изгледају мистично. Римски портрет се све више удаљава од објективне слике стварног, а постаје све више видљиви симбол духовне личности. Тако портрет цара Константина Великог, императора који ће признати хришћанство и тиме, на извесно време, допринети стабилности и јединству Рима, је незграпан у размерама и пропорцијама, груб и непрецизан у појединостима и изразито укочена погледа (као да жели рећи како види све и свакога) - више уопштен портрет цара него његов реалистичан приказ. Огромне очи, масивно, непокретно лице, не говоре нам много о Константиновом стварном изгледу, али нам говоре веома много о томе како је он гледао на себе и своје звање.
Једна од важнијих промена у касноантичким рељефима, у односу на класичне, јесте губитак осјећаја за простор и дубину.

## Сликарство
У сликарству можемо пратити исте тенденције као и у архитектури и у вајарству. Сликарство је било под снажним утицајем грчког сликарства. Ту се јавља облик зидног сликарства које украшава унутрашње зидове на профаним објектима, приватних зграда и вила. Примери су у Помпејима, Херкуланеуму и Риму. Нарочита пажња се поклања очима. Тежња ка натурализму, детаљу и интерес за перспективу су изражени а што се тиче технике нарочито се развила поред фрески и мозаик, техника која је присутна у свим уметностима а нарочито се развијала у Византији. Мозаик је у Римској уметности имао велики значај и преовлађивао је над сликом. Мотиви су бирани из лова, морепловства, појављују се и ведуте па и прикази вртова, митолошке фигуре а у малим спаваћим собама нису недостајале ни еротске сцене. Перспектива се такође појављује и настојање да се прикаже шта је ближе и шта је даље за разлику од египатских схватања које се карактерише приказима по важности. Грци нису поклањали нарочиту пажњу изради стакла већ су више радили на изради керамике, међутим у Римској уметности се изради стакла поклања нарочита пажња и у 1. веку распрострањена је била и употреба и провидног стакла као и стакла бојеног а врхунац представља и употреба тзв. диатрета то је у ствари ваза од стакла израђена дувањем и превучена мрежом од стакла. Приликом украшавања се комбинује и гравирани камен. Израда накита такође је распрострањена, у прво време накит је једноставнији него у Грчкој но временом постаје врло компликован и на крају и упадљив- познат је и гравирани накит.
У позно доба се јављају утицаји александријског портретног сликарства и египатски мозаици.
Битка код Иса Александра и Персијанаца, мозаик, копија хеленистичког оригинала из 315. п. н. е. Помпеји, 2,7 x 5,1 m. Археолошки музеј, Напуљ је слика која показује извесну колекционарску страст Старих Римљана коју су они гајили за све што је пореклом из Античке Грчке. Изузетно велики и технички савршен подни мозаик ипак нема ону битну карактеристику сваког уметничког дела – оригиналност.
Римско сликарство сачувано је у мањој мери у Риму, а понајвише у Помпејима и Херкуланеуму страдалим у природној катастрофи вулкана Везува и „конзервиранима“ у пепелу. Сликарство се вероватно ослањало на хеленистичко сликарство, иако од хеленистичког сликарства није остало готово никаквих трагова. Ипак, један велики мозаик приказује хеленистички мотив – „Битка код Иса“ где Александар Велики покорава персијског цара Дарија. То је величанствени призор потенциран снажним покретима људског мноштва; облици су моделирани сенкама, а просторна решења познају смела скраћења.
Многе имућне, па и оне не тако имућне, грађанске куће биле су украшаване зидним сликама (фрескама). Прво те фреске покушавају приказати илузионистичку архитектонску перспективу са илузијом мермерних плоча и декоративних стубова који уоквирују необичне погледе на површинске или илузионистичке пејзаже (од 2. века п. н. е. до прве половине 1. века п. н. е.), но иако прелепих домета, та перспектива је невешта, а покаткад и инверзна.
Касније нестаје архитектонских оквира, а слике су сликане с великом природном уверљивошћу. Из друге половине 1. века п. н. е. је и велики фриз у Вили мистерија у Помпејима. На уској површини зеленог пода, а испред црвене позадине, која је окомитим црним пругама подељена на мања поља, налази се низ призора из нама непознатог обреда. Тела у елегантним позама и раскошне драперије осликане су са дотад непознатом моделацијом и реализмом, умешност која ће се брзо заборавити док се поновно не открије у ренесанси.
Портрети су у римском сликарству били веома ретки (за разлику од скулптура), а најлепши су примери из Фајума у доњем Египту. Они су сликани енкаустиком на дрвеним плочама, веома тешком техником која захтева брзо сликање, те због тога слике одишу изразитом свежином, а како су имали улогу гробног прилога (из старо-египатске традиције) савршено су одговарали да прикажу животност портретираног.
Ти најстарији очувани портрети су сачувани захваљујући прастаром египатском обичају да се портрет преминулога причврсти за његово мумифицирано тело. Они су очувани јасних и свежих боја зато што су рађени у веома трајној техници енкаустике која се састоји у боји растопљеној у топлом воску. Ова техника је дозвољавала сликање од непрозирних и густих све до прозирних намаза.